# دادی فریر
دادی فریر (به انگلیسی: Daði Freyr) (زاده ۳۰ ژوئن ۱۹۹۲) خواننده ایسلندی است.
او نماینده ایسلند در یوروویژن ۲۰۲۱ بود و به مقام چهارم دست یافت.